# Cylindromyia pendunculata
Cylindromyia pendunculata là một loài ruồi trong họ Tachinidae.